# Ivan Chipov
Pour les articles homonymes, voir Chipov.
Ivan Pavlovitch Chipov (en russe : Иван Павлович Шипов, né en 1865 et décédé en 1919) était un homme politique russe. Il fut ministre des Finances du 28 octobre 1905 au 24 avril 1906 et le dernier gouverneur de la Banque d'État de l'Empire russe de 1914 à 1917.

## Biographie
Ivan Pavlovitch Chipov étudia au lycée Alexandre. Il occupa les postes de vice-directeur de l'office des crédits spéciaux, directeur général du Bureau du ministre des Finances, directeur du département du Trésor.
De 1902 à 1905, il géra les affaires de la Commission spéciale chargée des besoins de l'industrie agricole.
Du 28 octobre 1905 au 24 avril 1906, il fut ministre des Finances dans le gouvernement du comte Witte. Démis de ses fonctions, il fut nommé membre de la Commission des Finances et membre du Conseil d'État de la Banque.
De 1914 à 1917, il remplit les fonctions de directeur de la Banque d'État. Après la révolution d'Octobre, les Bolcheviks le démirent de ses fonctions.

### Décès
En 1920, Ivan Pavlovitch Chipov décéda du typhus à Rostov-sur-le-Don.

## Sources
- (ru) Cet article est partiellement ou en totalité issu de l’article de Wikipédia en russe intitulé « Шипов, Иван Павлович » (voir la liste des auteurs).